# American Dream (LCD Soundsystem)
American Dream è il quarto album in studio del gruppo musicale statunitense LCD Soundsystem, pubblicato nel 2017.

## Tracce
1. Oh Baby – 5:49
2. Other Voices – 6:43
3. I Used To – 5:32
4. Change Yr Mind – 4:57
5. How Do You Sleep? – 9:12
6. Tonite – 5:47
7. Call the Police – 6:58
8. American Dream – 6:06
9. Emotional Haircut – 5:29
10. Black Screen – 12:05